# A1 Team Irland
Das A1 Team Irland (engl. Stilisierung: A1Team.Ireland) war das irische Nationalteam in der A1GP-Serie. Es gewann in der Saison 2008/2009 den Titel.

## Geschichte
Das A1 Team Irland (in der dritten Saison „Belmayne Team Irland“) wurde von Mark Gallagher und Mark Kershaw gegründet, ab der vierten Saison fungieren Teddy Yip und John P. Hynes als Seatholder; das Team setzte ab der ersten Saison einen eigenen Rennstall ein, der seit dem Beginn der Kooperation mit Team Kanada in der dritten Saison unter dem Namen Status Grand Prix antritt.
In der ersten Saison war das Team oberes Mittelmaß. Bereits am Premieren-Rennwochenende in Brands Hatch konnte es mit Platz zehn im Sprintrennen durch Michael Devaney den ersten Punkt einfahren, am dritten Rennwochenende in Estoril folgte dann mit dem dritten Platz im Hauptrennen durch Ex-Formel-1-Fahrer Ralph Firman der erste und einzige Podiumsplatz der Saison. Insgesamt beendete das Team 13 Rennen in den Punkten, am Ende der Saison stand Rang acht mit 68 Punkten zu Buche.
In der folgenden Saison erlebte das Team einen starken Einbruch. Ihm gelangen lediglich drei Punkteplatzierungen, nämlich ein zehnter Platz im Hauptrennen in Sepang durch Michael Devaney sowie ein sechster Platz im Sprintrennen in Durban und ein fünfter Platz im Hauptrennen in Shanghai durch Richard Lyons. Die mäßigen Ergebnisse während der ersten neun Rennwochenenden führte das Team auf ein Problem mit dem Chassis zurück. Es beendete die Saison auf dem 19. Gesamtplatz mit acht Punkten.
In der dritten Saison gelang dem Team mit Adam Carroll als Stammpilot wieder eine deutliche Steigerung. Nach einem dritten Platz im Sprintrennen in Brünn und zahlreichen Punkteresultaten konnte es im Hauptrennen in Mexiko-Stadt schließlich – just einen Tag vor dem Saint Patrick’s Day – seinen ersten Sieg feiern. Es folgten zwei dritte Plätze im Hauptrennen in Shanghai bzw. im Sprintrennen in Brands Hatch. Das Team beendete die Saison auf der sechsten Gesamtposition mit 94 Punkten.
In der vierten Saison war das Team das herausragende. Nach einem punktelosen Auftaktwochenende in Zandvoort folgten zunächst drei Siege (Sprintrennen in Chengdu und Taupo, Hauptrennen in Sepang) sowie drei zweite Plätze (Hauptrennen in Chengdu und Taupo, Sprintrennen in Portimão) durch Stammfahrer Carroll. Mit zwei Siegen beim letzten Rennwochenende der Saison in Brands Hatch konnte souverän der Titel gesichert werden. Sechs Pole Positions sowie fünf schnellste Rennrunden unterstreichen die Leistungsstärke des Teams, welches am Ende 112 Punkte zu Buche stehen hatte.
Das A1 Team Irland hat an allen 39 Rennwochenenden der A1GP-Serie teilgenommen.

## Fahrer
Das A1 Team Irland setzte an Rennwochenenden sechs verschiedene Fahrer ein, von denen vier auch an den Rennen selbst teilnahmen. Außerdem kam beim offiziellen Test in Silverstone 2006 Patrick Hogan zum Einsatz.
Adam Carroll, der Nordire ist und dementsprechend eigentlich dem Vereinigten Königreich zuzurechnen wäre, ist startberechtigt, da das Team das geographische Irland repräsentierte.

### Übersicht der Fahrer
| Fahrer           | RG | SR | HR | RS | 1. Pl.  | 2. Pl.  | 3. Pl.  | PP | SRR | Pkt. |
| ---------------- | -- | -- | -- | -- | ------- | ------- | ------- | -- | --- | ---- |
| Carroll, Adam    | 32 | 16 | 16 | 4  | 6 (3/3) | 3 (1/2) | 3 (2/1) | 6  | 6   | 198  |
| Firman, Ralph    | 18 | 9  | 9  | -  | 0 (0/0) | 0 (0/0) | 1 (0/1) | 0  | 2   | 61   |
| Devaney, Michael | 14 | 7  | 7  | -  | 0 (0/0) | 0 (0/0) | 0 (0/0) | 0  | 0   | 16   |
| Lyons, Richard   | 14 | 7  | 7  | 4  | 0 (0/0) | 0 (0/0) | 0 (0/0) | 0  | 0   | 7    |
| Quinn, Niall     | -  | -  | -  | 10 | 0 (0/0) | 0 (0/0) | 0 (0/0) | 0  | 0   | 0    |
| O’Hara, John     | -  | -  | -  | 6  | 0 (0/0) | 0 (0/0) | 0 (0/0) | 0  | 0   | 0    |

Legende: RG = Rennen gesamt; SR = Sprintrennen; HR = Hauptrennen; RS = Rookie-Sessions; PP = Pole-Position; SRR = schnellste Rennrunde

## Trivia
Das Team stellte im Rahmen der Sendung Fifth Gear im Mai 2007 auf der Rollbahn des Luftwaffenstützpunkts Cottesmore mit 190,6 mph, also ca. 305 km/h, einen Geschwindigkeitsrekord für das A1GP-Auto von Lola auf. Dazu wurde der PowerBoost, welcher 30 weitere PS freischaltet, dauerhaft aktiviert. Am Steuer befand sich die Moderatorin Vicki Butler-Henderson.

## Ergebnisse
| Saison | 1         | 1         | 2          | 2          | 3       | 3       | 4          | 4          | 5       | 5       | 6          | 6          | 7          | 7          | 8         | 8         | 9         | 9         | 10        | 10        | 11        | 11        | Rang | Punkte |
| ------ | --------- | --------- | ---------- | ---------- | ------- | ------- | ---------- | ---------- | ------- | ------- | ---------- | ---------- | ---------- | ---------- | --------- | --------- | --------- | --------- | --------- | --------- | --------- | --------- | ---- | ------ |
| 05/06  | Brands H. | Brands H. | EuroSpeed. | EuroSpeed. | Estoril | Estoril | Eastern C. | Eastern C. | Sepang  | Sepang  | Dubai      | Dubai      | Durban     | Durban     | Sentul    | Sentul    | Monterrey | Monterrey | Laguna S. | Laguna S. | Shanghai  | Shanghai  | 8.   | 68     |
| 05/06  | 10 DEV    | 22 DEV    | 9 FIR      | 6 FIR      | 19 FIR  | 3 FIR   | 4 DEV      | 14 DEV     | 7 FIR   | 9 FIR   | 4 FIR      | 21 FIR     | 4 FIR      | 17 FIR     | 6 FIR     | 19 FIR    | 21 FIR    | 20 FIR    | 5 FIR     | 6 FIR     | 4 DEV     | 22 DEV    | 8.   | 68     |
| 06/07  | Zandvoort | Zandvoort | Brno       | Brno       | Peking  | Peking  | Sepang     | Sepang     | Sentul  | Sentul  | Taupo      | Taupo      | Eastern C. | Eastern C. | Durban    | Durban    | Mexiko-S. | Mexiko-S. | Shanghai  | Shanghai  | Brands H. | Brands H. | 19.  | 8      |
| 06/07  | 15 DEV    | 14 DEV    | 13 DEV     | 13 DEV     | 20 DEV  | 21 DEV  | 14 DEV     | 10 DEV     | 17 LYO  | 12 LYO  | 20 LYO     | 19 LYO     | 10 LYO     | 18 LYO     | 6 LYO     | 12 LYO    | 22 LYO    | 16 LYO    | 12 LYO    | 5 LYO     | 8 LYO     | DSQ LYO   | 19.  | 8      |
| 07/08  | Zandvoort | Zandvoort | Brno       | Brno       | Sepang  | Sepang  | Zhuhai     | Zhuhai     | Taupo   | Taupo   | Eastern C. | Eastern C. | Durban     | Durban     | Mexiko-S. | Mexiko-S. | Shanghai  | Shanghai  | Brands H. | Brands H. | ---       | ---       | 6.   | 94     |
| 07/08  | 8 FIR     | 6 FIR     | 3 CAR      | 6 CAR      | 7 CAR   | 7 CAR   | 4 CAR      | 16 CAR     | 6 CAR   | 5 CAR   | 15 CAR     | 13 CAR     | 15 CAR     | 15 CAR     | 4 CAR     | 1 CAR     | 11 CAR    | 3 CAR     | 3 CAR     | 13 CAR    |           |           | 6.   | 94     |
| 08/09  | Zandvoort | Zandvoort | Chengdu    | Chengdu    | Sepang  | Sepang  | Taupo      | Taupo      | Kyalami | Kyalami | Algarve    | Algarve    | Brands H.  | Brands H.  | ---       | ---       | ---       | ---       | ---       | ---       | ---       | ---       | 1.   | 112    |
| 08/09  | 16 CAR    | 16 CAR    | 1 CAR      | 2 CAR      | 5 CAR   | 1 CAR   | 1 CAR      | 2 CAR      | 4 CAR   | 20 CAR  | 2 CAR      | 5 CAR      | 1 CAR      | 1 CAR      |           |           |           |           |           |           |           |           | 1.   | 112    |

| Legende  | Legende            | Legende                                                          |
| Farbe    | Abkürzung          | Bedeutung                                                        |
| -------- | ------------------ | ---------------------------------------------------------------- |
| Gold     | –                  | Sieg                                                             |
| Silber   | –                  | 2. Platz                                                         |
| Bronze   | –                  | 3. Platz                                                         |
| Grün     | –                  | Platzierung in den Punkten                                       |
| Blau     | –                  | Klassifiziert außerhalb der Punkteränge                          |
| Violett  | DNF                | Rennen nicht beendet (did not finish)                            |
| Violett  | NC                 | nicht klassifiziert (not classified)                             |
| Rot      | DNQ                | nicht qualifiziert (did not qualify)                             |
| Rot      | DNPQ               | in Vorqualifikation gescheitert (did not pre-qualify)            |
| Schwarz  | DSQ                | disqualifiziert (disqualified)                                   |
| Weiß     | DNS                | nicht am Start (did not start)                                   |
| Weiß     | WD                 | zurückgezogen (withdrawn)                                        |
| Hellblau | PO                 | nur am Training teilgenommen (practiced only)                    |
| Hellblau | TD                 | Freitags-Testfahrer (test driver)                                |
| ohne     | DNP                | nicht am Training teilgenommen (did not practice)                |
| ohne     | INJ                | verletzt oder krank (injured)                                    |
| ohne     | EX                 | ausgeschlossen (excluded)                                        |
| ohne     | DNA                | nicht erschienen (did not arrive)                                |
| ohne     | C                  | Rennen abgesagt (cancelled)                                      |
| ohne     | keine WM-Teilnahme |                                                                  |
| sonstige | P/fett             | Pole-Position                                                    |
| sonstige | 1/2/3/4/5/6/7/8    | Punktplatzierung im Sprint-/Qualifikationsrennen                 |
| sonstige | SR/kursiv          | Schnellste Rennrunde                                             |
| sonstige | *                  | nicht im Ziel, aufgrund der zurückgelegten Distanz aber gewertet |
| sonstige | ()                 | Streichresultate                                                 |
| sonstige | unterstrichen      | Führender in der Gesamtwertung                                   |